# Вазирани, Умеш
Умеш Виркумар Вазирани — американский ученый индийского происхождения, профессор электротехники и компьютерных наук Роджера А. Штрауха в Калифорнийском университете в Беркли и директор Центра квантовых вычислений Беркли. Его исследовательские интересы лежат в области квантовых вычислений. Он также является соавтором учебника по алгоритмам.

## Биография
Вазирани получил степень бакалавра в Массачусетском технологическом институте в 1981 году и степень доктора философии в 1986 году в Калифорнийском университете в Беркли под руководством Мануэля Блюма.
Его брат — профессор Калифорнийского университета Виджая Вазирани.

## Исследование
Вазирани — один из основоположников квантовых вычислений. В статье 1993 года со своим учеником Итаном Бернстайном по теории квантовой сложности им была определена модель квантовых машин Тьюринга, которая поддается анализу на основе сложности.
В этой статье также был представлен алгоритм квантового преобразования Фурье, который затем в течение года использовал Питер Шор в своем знаменитом квантовом алгоритме факторизации целых чисел.

## Награды и признание
В 2005 году и Вазирани, и его брат Виджай Вазирани были приняты в члены Ассоциации вычислительной техники, Умеш за «вклад в теоретическую информатику и квантовые вычисления» и Виджай за его работу над алгоритмами аппроксимации. Вазирани был награжден Премией Фалкерсона за 2012 год за свою работу по улучшению коэффициента аппроксимации для разделителей графов и связанных задач (совместно с Сатишем Рао и Сандживом Аророй). В 2018 году избран членом Национальной академии наук США.